# Marc Gassot
Pour les articles homonymes, voir Gassot.
Marc-Fredrik Marie Philippe Gassot (né le 28 décembre 1971 à Kuopio) est un acteur finlando-français habitant à Helsinki en Finlande.

## Biographie
La mère de Marc Gassot est finlandaise et son père est le journaliste français Philippe Gassot.
Il a passé sa petite enfance à Paris et a appris le français comme première langue.
Après la séparation de ses parents à la fin des années 1970, il a déménagé à Siilinjärvi avec sa mère à l'âge de 6 ans.
Il a étudié le journalisme au Pohjois-Savon opisto (fi) en 1992-1993 et le théâtre au Lahden kansanopisto (fi) en 1995-1996.
Marc Gassot est diplômé de l'école supérieure de théâtre d'Helsinki en 2002 et de l'École internationale de théâtre Jacques Lecoq en 2006.
Il a également suivi des cours à l'École Philippe Gaulier.
Le mime et le clown font partie de ses spécialités,.
Marc Gassot a joué au théâtre municipal de Turku, au théâtre municipal d'Espoo, au théâtre Takomo (fi), au théâtre KOM (fi), au théâtre de Tampere et au théâtre national de Finlande.
Marc Gassot a remporté le prix Teatteriteko 2015 pour son spectacle de mime Dark Side of the Mime.
Il a également été nommé Acteur de théâtre de l'année 2014.
Gassot a participé au spectacle Next Door du groupe danois Out of Balanz  depuis 2013.
Le spectacle Next Door a remporté le grand prix du jury et le prix du public au Brighton Festival en 2013. Next Door a visité des festivals tels que Edinburgh Festival Fringe, CPH Stage, Skena Up et Chicago Physical Theatre Festival.
En Finlande, Marc Gassot a joué dans les séries télévisées Pysäyttäkää Nyqvist, Het Suden hetki, Melkein totta, Aktivistit et Keisari Aarnio.
La Commission d'État pour les arts du spectacle a décerné à Gassot le Prix national des arts du théâtre (fi) 2024.

## Filmographie et scénographie

### Films
| Année | Film / Téléfilm                       | Rôle              |
| ----- | ------------------------------------- | ----------------- |
| 2001  | Young Love                            | Poikaystävä       |
| 2002  | Hengittämättä & nauramatta            | Arno              |
| 2003  | Rotanloukku                           |                   |
| 2004  | Gourmet Club                          | Erkki             |
| 2004  | Väärät kengät                         | Nille             |
| 2005  | Relation                              | amoureux          |
| 2006  | Arppa vaan                            | Anssi             |
| 2006  | Reunalla: The Edge                    | Pequ              |
| 2007  | Tali-Ihantala 1944                    | Reino Lehväslaiho |
| 2010  | Metsään                               | Teppo             |
| 2010  | L'Artiste                             | Marc              |
| 2011  | Hiljaisuus                            | Nokelainen        |
| 2014  | Muutoksii                             | huoltomies        |
| 2021  | Peruna                                | narri             |
| 2021  | Vuosisadan häät                       | serveur Mika      |
| 2022  | L'Étrange Histoire du coupeur de bois | Jaakko            |

### Séries télévisées
| Année      | Série                               | Rôle                    |
| ---------- | ----------------------------------- | ----------------------- |
| 2000       | Hyvät neuvot kalliit                | Antero Räty             |
| 2000       | Hovimäki                            | Carl Magnus Lindhof     |
| 2001       | Kotikatu                            | Architecte              |
| 2001       | Vaimonsa mies                       | Keke                    |
| 2003       | Rikospoliisi Maria Kallio           | Joona Kirstilä          |
| 2004       | Sairaskertomuksia                   | Jouko                   |
| 2004       | Suuret Suomalaiset: Mikael Agricola | Mikael Agricola         |
| 2005       | Yövuoro                             | Kai Englund             |
| 2005       | Käenpesä                            | Mikael                  |
| 2005       | Tahdon asia                         | Père d'Helena / Meklari |
| 2006       | Lehmän vuosi                        | Tomi Suominen           |
| 2008       | Piru ja peijooni                    | Secrétaire Notko        |
| 2009       | Helppo elämä                        | Prêtre                  |
| 2009       | Puolustuksen puheenvuoro            | Kimmo Karppi            |
| 2010       | Tauno Tukevan sota                  | Paavilainen             |
| 2010       | Pimeän puolella                     | Elias Simojoki          |
| 2010       | Hiphop Hamlet                       | mime                    |
| 2011, 2014 | Klikkaa mua                         | Juha                    |
| 2011       | Kotikatu                            | Teppo                   |
| 2011       | Testosteriili                       | plusieurs rôles         |
| 2012       | Helsingin herra                     | Pärt                    |
| 2012       | Elämää suurempaa                    | Jiipee                  |
| 2013       | Tehdas                              | Martti                  |
| 2014       | #lovemilla                          | Sergent Kirves          |
| 2016       | Mustat lesket                       | Anttu Salomaa           |
| 2016       | Heroes of the Baltic Sea            | marchand d'art          |
| 2017       | Syke                                | Benny                   |
| 2018       | Keisari Aarnio                      | Kenneth Luoto           |
| 2019       | Melkein totta                       | Jarno                   |
| 2019       | Suden hetki                         | Tony Koistinen          |
| 2020       | Downshiftaajat                      | Joonas Matalaniemi      |
| 2020       | Onnela                              | Juhani Laaksonen        |
| 2020, 2023 | Sunnuntailounas                     | PDG de la radio         |
| 2021       | Kullannuput                         | Risto                   |
| 2021       | Maria Kallio                        | Aleksi                  |
| 2022       | Hymyä!                              | Olliver Hawk            |
| 2022       | Jukka Lindströmin Sivuhistoria      | androïde                |
| 2022       | Pysäyttäkää Nyqvist                 | Antti Jussi Härkönen    |
| 2023       | Pohjolan laki                       | Harri Aro               |
| 2025       | Parantaja                           | Karri Lehtovirta        |

## Galerie

Série Hovimäki, Minna Haapkylä incarne la fille d'Ester Anna.